# Fyodor Gakhov
Fyodor Dmitriyevich Gakhov (em russo:  Фёдор Дмитриевич Гахов; Tcherkessk, 19 de fevereiro de 1906 — Minsk, 30 de março de 1980) foi um matemático soviético e russo, especialista na área de problema de valores sobre o contorno (PVC) para funções analíticas de uma variável complexa.

## Formação e carreira
Fyodor Dmitriyevich Gakhov nasceu em 19 de fevereiro de 1906 na vila de Batalpashinskaya (atualmente Tcherkessk, Krai de Stavropol) na família de um sapateiro. Seu pai morreu quando ele ainda era um garoto. Após graduar-se no Circassian Pedagogical College em 1925, entrou na Universidade Estatal da Ossétia do Norte em Vladikavkaz.
Em 1928, por recomendação do Professor L. I. Kreer, foi admitido na Universidade Estatal de Kazan.
De 1934 a 1937 lecionou matemática na universidade de Yekaterinburg, matriculando-se depois na Universidade de Kazan, orientado por Boris Gagaev.
Em 1937 defendeu sua tese de Candidato de Ciências "Linear boundary value problems in the theory of analytic functions". De 1937 a 1939 foi professor assistente na Universidade de Kazan, e de 1939 a 1947 foi chefe do Departamento de Análise Matemática da Universidade Estatal da Ossétia do Norte.
Em 1943 defendeu sua tese de Doktor nauk Boundary value problems in the theory of analytic functions and singular integral equations".
De 1947 a 1953 foi professor e depois chefe do Departamento de Equações Diferenciais da Universidade de Kazan. De 1953 a 1961 foi chefe do Departamento de equações Diferenciais da Universidade Estatal de Rostov.
De 1961 até sua morte trabalhou na Universidade Estatal da Bielorrússia.